# Himiko Paganotti
Himiko Paganotti (* 1974) ist eine französische Elektro-Pop- und Fusionmusikerin (Gesang, Komposition).

## Leben und Wirken
Paganotti stammt aus einer Künstlerfamilie: Ihre Mutter ist die Malerin Naoko Paganotti (geb. Nakabe); ihr Vater Bernard Paganotti und ihr Bruder Antoine sind Musiker. Sie hatte als Kind Ballettunterricht und begann in ihrer Jugend zu singen. Erste professionelle Erfahrungen sammelte sie in den späten 1990er Jahren als Background-Sängerin in der Weltmusik-Band Touré Kunda. Gleichzeitig trat sie der Pop-Rock-Band Monkey Toon bei, wo sie als Leadsängerin tätig war, aber auch mit dem Komponieren begann.
Paganotti arbeitete mit Sixun, Patrick Gauthier, 13NRV, Juan Rozoff, Régis Ceccarelli oder Coco Mbassi. Sieben Jahre lang war sie Mitglied der Zeuhlband Magma, mit der seit 2006 diverse Alben entstanden. Auf einigen Magma-Alben wird Paganotti unter ihrem kobaïanischen Pseudonym Okita Szgëhmka erwähnt. Mit dem Pianisten Emmanuel Borghi, ihrem Lebenspartner, verließ sie 2012 Magma, um das Electro-Pop-Duo Paghistree zu gründen. Gemeinsam mit dem Gitarristen John Trap arbeiteten sie dann im Trio Slug, mit dem sie zwei Alben aufgenommen haben. Mit Borghi, ihrem Vater und Bruder gründete sie 2014 die Gruppe Himiko, die 2017 das Album Nebula veröffentlichte. Weiterhin arbeitete sie mit Céline Bonacina (Open Heart 2013), Nguyên Lê, Sophia Domancich, John Greaves und ist als Solistin in Michael Mantlers Comment c’est zu hören.